# Castell de Rocabertí
El castell de Rocabertí és un castell roquer situat al municipi de la Jonquera (Alt Empordà), a uns 3 km al nord-est de la vila. Està acinglerat sobre una escarpada penya granítica de forma cònica i es pot veure amb facilitat des del poble, que queda als seus peus. Actualment, en resten només les ruïnes.

## Història
S'esmenta per primer cop el 948, però tot fa pensar que és bastant anterior. Va pertànyer al llinatge dels Rocabertí, el qual, fins que obtingué Peralada a mitjan segle xiii, en feu el centre del vescomtat de Rocabertí.
La posició estratègica de la fortalesa, dominant els passos del Portús i de Panissars, en va fer sempre l'objectiu de diferents interessos. Així, en el decurs d'un greu enfrontament amb Ramon Berenguer IV, el comte Ponç Hug I d'Empúries se'n va apoderar, però el comte de Barcelona aconseguí recuperar-lo i forçar el d'Empúries a renovar el vassallatge amb un acord de pau (1138) segons el qual el primer s'obligava a enderrocar aquest castell i l'últim el castell de Quermançó.
Segons el cronista Ramon Muntaner, el rei Jaume el Conqueridor fou convidat a sojornar-hi per Dalmau V de Rocabertí.
El castell va tenir un paper important a la batalla del coll de Panissars (1285). El 1288 fou fugaçment ocupat per un exèrcit francès al servei de Jaume II de Mallorca que envaí l'Empordà. L'any 1462, davant el perill d'una nova invasió francesa, encara fou fortificat i es bastiren dues torres als flancs de la muralla. Però aleshores ja estava en molt males condicions i és possible que hagués perdut la seva importància, que tampoc no va recuperar amb l'establiment de la frontera a la serra de l'Albera arran del Tractat dels Pirineus el 1659.
El 1869 s'hi feu una troballa de monedes dels comtes de Besalú i de Rosselló.

## Arquitectura
Era un castell de reduïdes dimensions, adaptat a les condicions irregulars del terreny i al poc espai disponible al cim del turó. Entre les ruïnes actuals es distingeixen el portal d'entrada, de carreus petits i poc treballats, potser del segle xi, tres estances amb vestigis de les seves voltes, la cisterna (excavada a la roca), restes ben conservades i de certa altura d'una torre triangular, construïda amb bona carreuada, i la capella, a l'extrem nord-oest, que estava dedicada a sant Romà. D'aquesta capella, datable possiblement en el segle xii, resten només el mur meridional i la meitat sud del seu absis semicircular, construïts amb carreus grossos i ben escairats, tot de poca alçada. Els diferents aparells que es poden reconèixer en el conjunt demostrarien diverses etapes constructives. L'accés a la fortalesa estava situat a l'est, la part amb menys desnivell, mitjançant una escala tallada en la roca.

## Llegendari

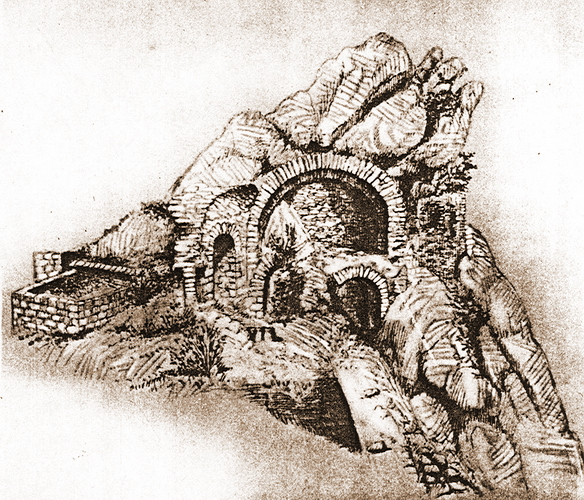
Dibuix del

En una llegenda que beu en les fonts d'Isop, el castell de Rocabertí hauria estat habitat per simiots, éssers fantàstics, mig persones i mig animals, amb grans pilositats que els cobrien tot el cos, llevat dels ulls i les dents. Un cert dia molt fred els simiots acolliren al castell un viatger, el qual es bufà els dits per escalfar-los davant la sorpresa d'aquells éssers, que desconeixien la utilitat d'aquesta pràctica. El seu rei ordenà que li fos servit un brou ben calent, i els simiots tornaren a sorprendre's quan el viatger bufà el líquid, ara per refredar-lo. La doble descoberta, aparentment contradictòria, convencé els simiots que el viatger havia de ser un bruixot i l'expulsaren del castell.
En una altra llegenda, el castell és habitat per goges, éssers mítics femenins amb atribucions màgiques positives o negatives, també anomenades dones d'aigua o fades. Les de Rocabertí eren bones filadores, que afavorien els mortals oferint-los un fus màgic que sempre tenia fil, a condició que no diguessin mai mal del seu fil. Un cert dia una noia de la Jonquera en va trobar una fusada (en una altra versió l'heretà dels seus avantpassats) i s'enriquí venent el fil màgic, però la seva neta proferí un "voto aquest fil!" un dia que se li embolicà la troca i la fusada, i el fil i fins les peces que hi havien estat cosides van fondre's i desaparèixer.
A Rocabertí vagaria l'ànima en pena d'una senyora del castell, la mala mare, que hi matà els seus dos fills perquè no s'interposessin en la passió amorosa que li havia despertat un cert jove.

## Protecció
El castell de Rocabertí està afectat per les disposicions espanyoles de protecció del patrimoni històric de 1949 i 1988, i com tots els castells de Catalunya, catalogat com a Bé Cultural d'Interès Nacional als efectes de la llei del Patrimoni Cultural català de 1993.